# Holy Money (album)
Holy Money è il quarto album discografico in studio del gruppo musicale statunitense Swans, pubblicato nel 1986.

## Tracce
1. A Hanging – 5:48
2. You Need Me – 1:23
3. Fool (#2) – 5:54
4. A Screw – 5:00
5. Another You – 7:43
6. Money Is Flesh (#2) – 5:02
7. Coward – 5:10

## Formazione
- Michael Gira - voce, piano, sampler
- Norman Westberg - chitarra
- Harry Crosby, Algis Kizys - basso
- Jarboe - voce
- Ronald Gonzalez, Ted Parsons, Ivan Nahem - batteria